# Croque monsieur
Croque monsieur [krok mesjé] je druh sendviče pocházející z francouzské kuchyně. Název vznikl spojením slov „croquer“ (křupat) a „monsieur“ (pán). Croque monsieur vznikl v roce 1910 na Boulevard des Capucines, je typickou teplou přesnídávkou v pařížských kavárnách a zmiňuje se o něm ve svém díle Marcel Proust.
Připravuje se z bílého pečiva (brioška, pain de mie). Dva krajíčky o tloušťce minimálně 1 cm se nasucho opečou na pánvi, jeden z nich se potře bešamelovou omáčkou, položí se na něj plátek šunky, posype se vrstvou strouhaného sýra (comté, gruyère, ementál) a přiklopí se druhý krajíc. Vše se zapeče na grilu při teplotě 220 °C na tři až čtyři minuty.
Obměnou receptu je croque madame, které obsahuje sázené vejce. Další variantou je croque auvergnat, do kterého se používá plísňový sýr bleu d'Auvergne, nebo croque provençal s rajskými jablíčky.